# Стоян Робовски
Стоян Попандреев Робовски е български просветител, учител, революционер, писател и книжовник.

## Биография
Стоян Робовски е роден през 1831 г. или 1834 г. в град Елена в многолюдното семейство на възрожденския деец поп Андрей Робовски и съпругата му Койка. Внук е на преписвача на Паисиевата история поп Дойно Граматик. Известни са 5 негови сестри: Ана, Андоница, Мария, Рада и Станка.
През 1844 г. постъпва да учи в Еленското класно училище при известните учители педагози Иван Момчилов и Никола Михайловски. Негови другари по това време са Драган Цанков, Добри Войников, Иван Кършовски, Сава Катрафилов и др. Не се осъществява надеждата му да учи в Киевската духовна семинария.
Още като ученик се заема да превежда Общата история на Щрека. Тогава прави и своите първи поетични опити по подражание на даскалската поезия. Колебае се между учителското и свещеническото поприще.
През 1853 г. баща му с посредничеството на врачанския владика Доротей го назначава за учител във Враца. През това време помага на баща си в подготовката и преработката на ръкописите му.
Учителства в различни селища: Враца, Беброво, Лясковец, Разград. През 1859 г. Иван Момчилов напуска Еленското училище и се премества в Горна Оряховица. Това дава възможност на Стоян Робовски да се завърне и установи в родния си град, като застава начело на инициативата за изграждане на ново училище.
Наред с учителската си дейност и съставянето на книги сътрудничи на периодичния печат с научнопопулярни очерци. Пише във вестниците „Цариградски вестник“ (1861), „Турция“ (1870) и списание „Слава“ (1871). Превежда в Цариград „Учебна книжка за образование на децата“ (1858). През 1870 г. обнародва „Език без литература е туй същото, каквото що е народ без история“ (в. „Турция“) и „Етнографическа очерка цигане“ (сп. „Читалище“).
Пише първия химн в прослава на българското образование „Български звезди над Солун“.
През юни 1871 г. участва в създаването на Еленския частен революционен комитет на ВРО, основан лично от Васил Левски и Ангел Кънчев. На него е възложено да прочете на глас перд комитетските хора устава на БРЦК „Нареда на работниците за освобождението на Българския народ“. За председател на комитета е избран Сава Кършовски. Стоян Робовски е определен да изпълнява функциите на секретар-касиер.
През 1872 г. приветства новия търновски митрополит Иларион Макариополски при пристигането в родния му град. На 13 юли 1877 г. държи тържествена реч при пристигането на руските войски в Елена.
Женен е за Рада Робовска.
Умира много скоро след подписването на Санстефанския мирен договор – на 17 май 1878 г.

## Памет
На Робовски са наречени улица „Стоян Робовски“ в квартал „Кръстова вада“ (Карта) и улица „Даскал Стоян Попандреев“ в кварталите „Бояна“ и „Резиденция Бояна“ в София (Карта).